# Rudolf Ismayr
Rudolf Ismayr (Landshut, 14 ottobre 1908 – Marquartstein, 9 maggio 1998) è stato un sollevatore tedesco.